# 负氧离子
定义：负氧离子是空气分子在高压或强射线的作用下被电离所产生的自由电子，然后大部分被氧气所获得，因此常常把空气负离子统称为“负氧离子”，带负电 无色无味。
负氧离子被称为“维他氧”、“空气维生素”、“长寿素”、“空气维他命”。
负氧离子对环境污染及人体的好处：
1. 可以净化空气，可以去除甲醛/VOC等有害气体，除菌，异味，P2.5，粉尘，烟雾等；
2. 对人体的作用：改善肺功能、心肌功能、促进血液循环、新陈代谢、缓解呼吸道疾病、增强机体抗病能力；对大脑、心脏、呼吸以及抗氧化、抗衰老都有很大的改善作用。
世界卫生组织的清新空气标准，负氧离子浓度为1000-1500个/cm³. 
城市居民活动空间的负氧离子浓度：城市居民房间40-100/cm³。对比标准显然浓度过低，可能会导致精神不振，加速皮肤衰老，加重鼻炎，呼吸不畅等身体问题。
负氧离子制成技术：
1.强压转换技术；会产生臭氧;；
2. 矿物质纳米转化技术；矿物质纳米转化技术会产生放射线，对身体造成一定风险；
3.生物负氧离子转换液；是从植物里面提取，PH接近6.0，无二次污染，对人体皮肤、眼睛无腐蚀性，安全环保。
工作步骤
(1). 固化；能迅速在物体表面固化形成量子能量转化层。
(2). 吸能；吸收空间中的热能、声能、动能等自然能量。
(3). 逃脱；把吸收的能力注入原子中，转化为电子逃脱原子核的束缚的能量。
(4). 结合: 脱离了原子核束缚负离子绝大部分会和氧气结合，成为负氧离子。
优点:
(1). 纯原液提取
(2). 超长寿命，每年衰减率小于4%，保持清新空气5年以上, 24小时内清除有害气体高达90%以上.
(3).使用简单，无需售后；
(4). 应用场景广阔。
使用方法：
用法简单，不需要设备，只需要1瓶负氧离子转换液+1个负氧离子喷洒壶，不需要调配。
每1次施工空间内会盈余2500-3500的负氧离子，每增加1次施工大概会增加3000个左右。
清洗要避免强酸、洗涤剂、氧化溶液接触，直接用清水擦拭。
1. ↑  柏, 方敏. . 林业与生态. 2011, (03): 12–13  [2019-08-26]. ISSN 2095-0403. （原始内容存档于2021-04-14）.
2. ↑  . www.cma.gov.cn.   [2019-08-26]. （原始内容存档于2021-04-14）.